# Кроитори (Дамбовица)
Кроитори (рум. Croitori) насеље је у Румунији у округу Дамбовица у општини Улиешти. Oпштина се налази на надморској висини од 157 m.

## Становништво
Према подацима из 2002. године у насељу је живело 963 становника, од којих су сви румунске националности.